# 源義國

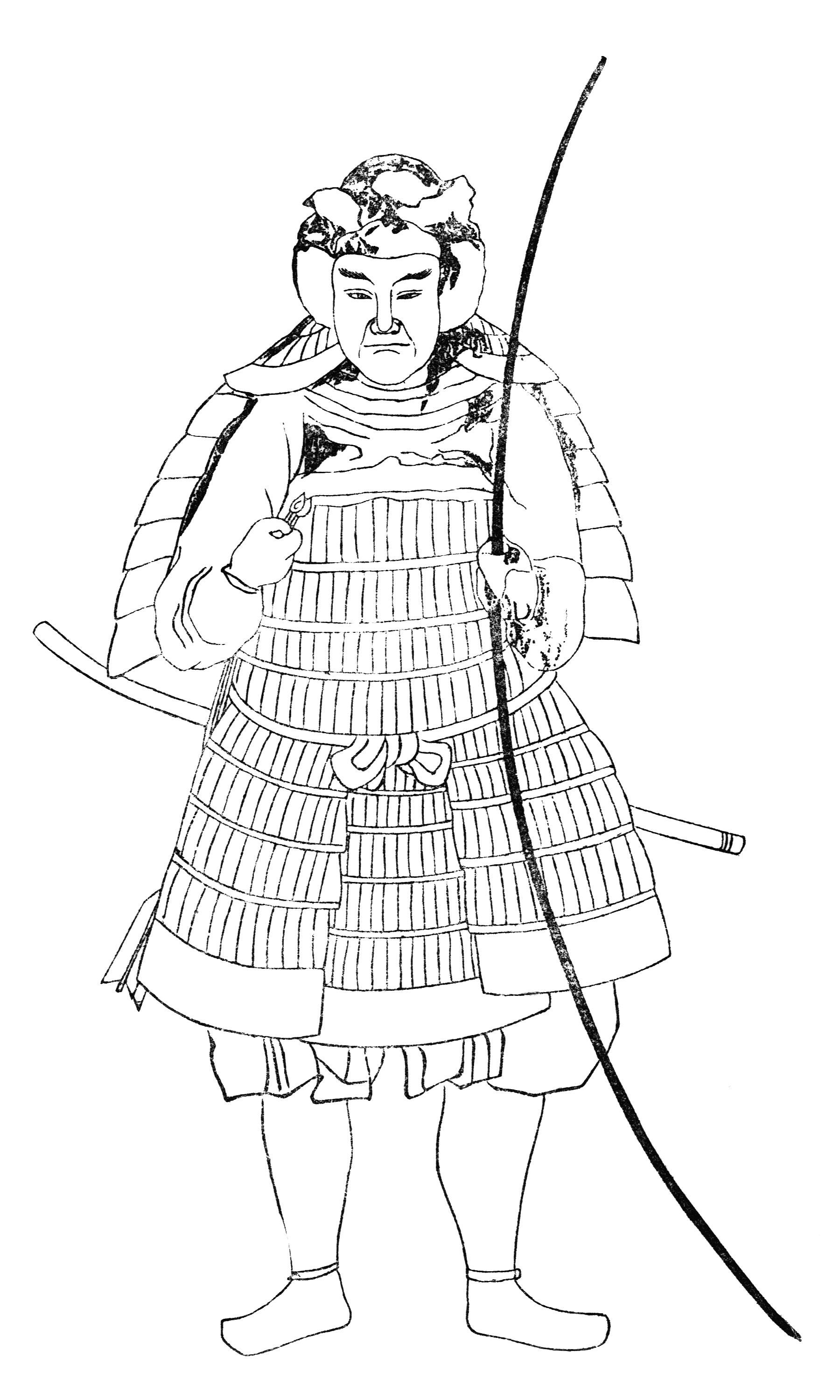
源義國

源義國（みなもと の よしくに，寬治5年（1091年）—久壽2年（1155年））是日本平安時代後期的一名武將，源義家的三男，屬河內源氏。
源義國在常陸之戰敗給了叔父源義光，日後常陸國成為源義光子孫佐竹氏的領地。源義國有兩個兒子，源義重與源義康，前者是新田氏與得川氏的祖先，後者是足利氏的祖先。